# 伊斯蘭教令
伊斯蘭教令（阿拉伯語：فتوى），音譯法特瓦、菲特伍，是伊斯蘭教信仰中，由伊斯蘭學者對於伊斯蘭教法議題作出的宗教性詮釋。在遜尼派，伊斯蘭教令對個人來說是不具備約束力的，但在什葉派中，伊斯蘭教令的拘束力，則會根據個人與伊斯蘭學者之間的關係而定。在遜尼派中，能夠提出伊斯蘭戒律的學者，被稱為穆夫提（Mufti），但它不是一個正式的職位。
它的地位類似於在普通法法庭上所提出的法律意見書。伊斯蘭教令通常包括了伊斯蘭學者，針對某個特定案件所進行的推論，解釋裁決根據的理由。但與備忘意見書類似，它不具備法律上的拘束力。